# Andrew Whitworth
Andrew James Whitworth (* 12. Dezember 1981 in Monroe, Louisiana) ist ein ehemaliger US-amerikanischer American-Football-Spieler auf der Position des Offensive Tackle. Er spielte bei den Cincinnati Bengals und den Los Angeles Rams in der National Football League (NFL). Mit den Rams gewann Whitworth den Super Bowl LVI.

## College
Whitworth besuchte die Louisiana State University (LSU) und spielte für deren Mannschaft, die Tigers, äußerst erfolgreich College Football, wofür er wiederholt ausgezeichnet und in diverse Auswahlteams berufen wurde. Mit 52 Spielen ist er nicht nur Rekordhalter an der LSU, sondern hat damit auch die zweitmeisten Spiele in der NCAA Division I überhaupt absolviert.

## NFL

### Cincinnati Bengals
Beim NFL Draft 2006 wurde er in der 2. Runde als insgesamt 55. Spieler von den Cincinnati Bengals ausgewählt. Bereits in seinem Rookiejahr lief er in allen Spielen auf, zunächst in den Special Teams, dann auch als Left Guard, und war bald schon Starter. 
2010 wurde er zum Left Tackle umfunktioniert und zeigt auf der neuen Position noch bessere Leistungen. 2012 und 2015 wurde er jeweils in den Pro Bowl berufen.

### Los Angeles Rams
2017 wurde er von den Los Angeles Rams verpflichtet. Auch hier zeigte er gewohnt gute Leistungen und wurde 2017 ein weiteres Mal in den Pro Bowl gewählt. In der Saison 2021 wurde Whitworth für sein soziales Engagement mit dem Walter Payton Man of the Year Award geehrt.
Am 13. Februar 2022 gewann er mit den Los Angeles Rams den Super Bowl LVI gegen sein ehemaliges Team die Cincinnati Bengals. Am 15. März 2022 gab Whitworth seinen Rücktritt bekannt.